# Zoe Aguirre
Zoe Aguirre (Corona, California, Estados Unidos; 3 de octubre de 2000) es una futbolista mexicana. Juega en la posición de guardameta y su equipo actual es el FC Juárez de la Primera División Femenil de México.
Hizo parte de la selección mexicana Sub-20 y también de las Águilas del América.

## Clubes
| Club         | País     | Año           |
| ------------ | -------- | ------------- |
| FC Juárez    | México   | 2021          |
| Club América | México   | 2021          |
| FC Juárez    | México   | 2022          |
| Boyacá Chicó | Colombia | 2023          |
| Club León    | México   | 2023-presente |